# Dagmálafjall (kulle i Island, Austurland, lat 65,07, long -14,71)
Dagmálafjall är en kulle i republiken Island. Den ligger i regionen Austurland, 400 km öster om huvudstaden Reykjavík. Toppen på Dagmálafjall är 570 meter över havet.
Trakten runt Dagmálafjall är nära nog obefolkad, med mindre än två invånare per kvadratkilometer. Trakten runt Dagmálafjall består i huvudsak av gräsmarker.